# امپراتور گو-نارا
امپراتور گو-نارا (به ژاپنی: 後奈良天皇 Go-Nara-tennō)؛ (تولد ۲۶ ژانویه ۱۴۹۵ -مرگ ۲۷ سپتامبر ۱۵۵۷) صد و پنجمین امپراتور ژاپن بود.